# PFC 체르노 모레 바르나
PFC 체르노 모레 바르나(불가리아어: ПФК Черно Море Варна)는 불가리아 제3의 도시 바르나를 연고지로 한 축구 클럽이다.

## 선수 명단

### 현역
- 다니엘 디모프(2006 ~ 2010, 2018, 2019 ~ )
- 빅토르 포포프(2019 ~ )
- 아타나스 일리에프(2012 ~ 2014, 2023 ~ )
- 지브코 아타나소프(2012 ~ 2015, 2021 ~ )

### 역대
틀:PFC 체르노 모레 바르나 선수 명단